# Richard Howe, 1. Earl Howe

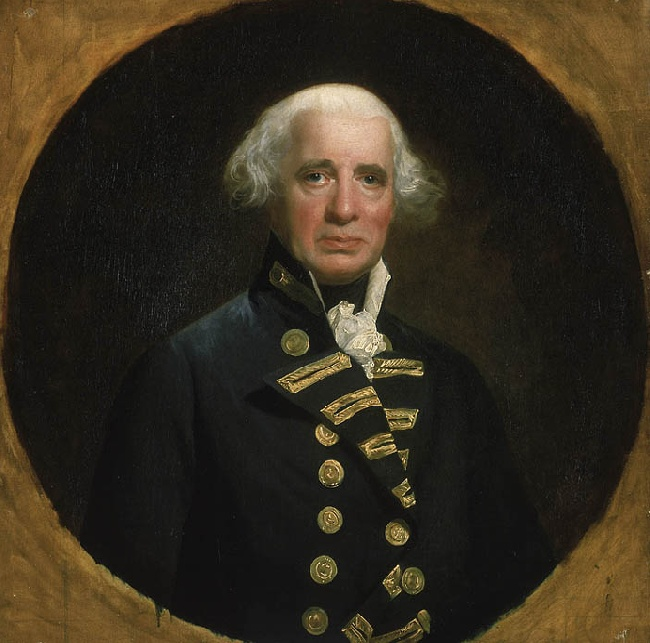
Richard Howe, 1. Earl Howe

Richard Howe, 1. Earl Howe, KG (* 8. März 1726 in London; † 5. August 1799) war ein britischer Flottenadmiral und Erster Lord der Admiralität.

## Herkunft
Howe war zweiter von drei Söhnen des Emanuel Howe, 2. Viscount Howe, und dessen Ehefrau Mary Sophia. Seine Mutter war die Tochter der Baronin Kielmannsegg, einer Halbschwester von König Georg I. Diese Verbindung mit der Krone mag die Karriere aller drei Söhne befördert haben, aber alle waren auch sehr fähige Offiziere. Richards älterer Bruder war General George Howe, 3. Viscount Howe, der 1758 bei Fort Ticonderoga getötet wurde. Der jüngere Bruder war General William Howe, 5. Viscount Howe, der Oberbefehlshaber der britischen Streitkräfte in der Anfangsphase des Amerikanischen Unabhängigkeitskriegs war.

## Karriere

### Frühe Karriere
Im Alter von 13 Jahren heuerte Howe bei der Royal Navy an. Seine erste größere Reise sollte die Expedition von George Anson im Jahre 1740 in die Südsee werden. Das Schiff, auf dem er fuhr, schaffte es jedoch nicht, das Kap Hoorn zu runden und kehrte zurück. Er diente dann in Westindien an Bord der Burford und nahm 1743 am Angriff auf La Guaira teil.
Mit 19 Jahren erhielt er sein erstes eigenes Kommando über eine Sloop, nachdem es ihm in einer spektakulären Aktion gelungen war, ein gekapertes britisches Handelsschiff aus dem Hafen von St. Eustatius zu befreien. Während des Jakobitenaufstandes von 1745 wurde er bei einem Gefecht gegen zwei französische Freibeuter vor der schottischen Küste schwer verwundet.
Nach seiner Genesung folgte im Jahre 1746 ein rasanter Aufstieg. Zunächst erhielt er das Kommando über eine Fregatte, von der er allerdings schnell auf ein 60-Kanonen-Linienschiff wechselte. Mit diesem segelte er in die Karibik, wo er das Kommando über das Flaggschiff von Admiral Charles Knowles, ein 80-Kanonen-Linienschiff, übernahm. In dieser Funktion nahm er an der Seeschlacht vor Havanna am 2. Oktober 1748 teil.
Es folgten einige Jahre, in denen er Halbsold erhielt, ehe er 1751 als Kommandant des 24-Kanonen-Schiffes Dolphin wieder in den aktiven Dienst trat. Am 8. Juni 1755 eroberte er mit der Dunkirk (60 Kanonen) die französische Alcide (64 Kanonen). Während des Siebenjährigen Krieges leistete er Blockadedienst vor Brest und erbeutete einige Prisen im Ärmelkanal. In der Seeschlacht in der Bucht von Quiberon am 20. November 1759 führte Howes Schiff die Schlachtlinie an.
Howe zeichnete sich durch seinen Mut aus und war bei seinen Mannschaften äußerst beliebt, da er sich sehr um das Wohlergehen seiner Männer kümmerte, von denen er aufgrund seines dunklen Teints den Spitznamen „Black Dick“ erhielt.

### Karriere als Politiker und Beförderung zum Admiral
1757 wurde Howe ins House of Commons gewählt, dem er bis 1782 angehörte. Politisch stand er auf der Seite der Whigs um William Pitt, der fortan Howes Karriere in der Flotte förderte, indem er dafür sorgte, dass dieser wichtige Kommandos erhielt. Nach dem Tod seines Bruders George im Jahre 1758 erbte Howe den Viscounttitel, der zur Peerage of Ireland gehörte und deshalb nicht mit einem Sitz im House of Lords verbunden war. Ab 1763 diente er in der Admiralität, zunächst als Lord Commissioner, und ab 1765 als Schatzmeister. Dieses Amt legte er 1770, nach seiner Beförderung zum Rear Admiral of the Blue und zum kommandieren Admiral der Mittelmeerflotte, nieder.

### Amerikanischer Unabhängigkeitskrieg
1776 wurde Howe zum Vizeadmiral befördert und zusammen mit seinem Bruder William nach Amerika entsandt, um mit den Aufständischen zu verhandeln. Da ihnen jedoch keine Vollmachten zugebilligt wurden, um den Kolonien weitgehende Autonomie zu gewähren, blieben die Verhandlungen erfolglos.
Howe, der das Kommando über die Nordamerikaflotte erhielt, hatte im Krieg die Aufgabe, die Küste zu blockieren und das Heer zu unterstützen, das von seinem Bruder befehligt wurde. Er setzte die Truppen bei den Städten New York und Philadelphia an Land, die daraufhin von den britischen Truppen erobert wurden. In diesem Krieg konnte Howe jedoch ansonsten nur sehr wenig ausrichten, da es nur vereinzelt zu Gefechten mit französischen Schiffen kam und keine nennenswerte amerikanische Marine existierte.
Im September 1778 kehrte er nach England zurück. Er lehnte die Übernahme eines neuen Kommandos ab, solange die von ihm abgelehnte Regierung unter Lord North im Amt war.

### Erster Lord der Admiralität
1782 wurde er zum Admiral der blauen Flagge befördert und zum Befehlshaber der Kanalflotte ernannt. Mit dieser konnte er im Oktober 1782 in der Seeschlacht am Kap Spartel, am Eingang zur Straße von Gibraltar, die Belagerung Gibraltars durch eine spanisch-französische Flotte unter dem Befehl des spanischen Admirals Luis de Córdova y Córdova beenden, obwohl er nur 33 Linienschiffe gegen 46 des Gegners (darunter 11 französische unter dem Befehl von Generalleutnant Toussaint-Guillaume Picquet de la Motte) aufbieten konnte. Dafür wurde ihm nochmals der Titel eines Viscount Howe, of Langar, verliehen. Dieser Titel gehörte zur Peerage of Great Britain und war mit einem Sitz im House of Lords verbunden.
Im folgenden Jahr wurde Howe zum First Lord of the Admiralty ernannt. Dieses Amt hat er mit einer kurzen Unterbrechung bis 1788 inne. Seine Amtszeit verlief recht unspektakulär, da er hauptsächlich die Abrüstung der Flotte zu verwalten hatte. Nach seinem Ausscheiden aus diesem Amt wurde er zum Earl Howe und Baron Howe, ebenfalls in der Peerage of Great Britain, erhoben.

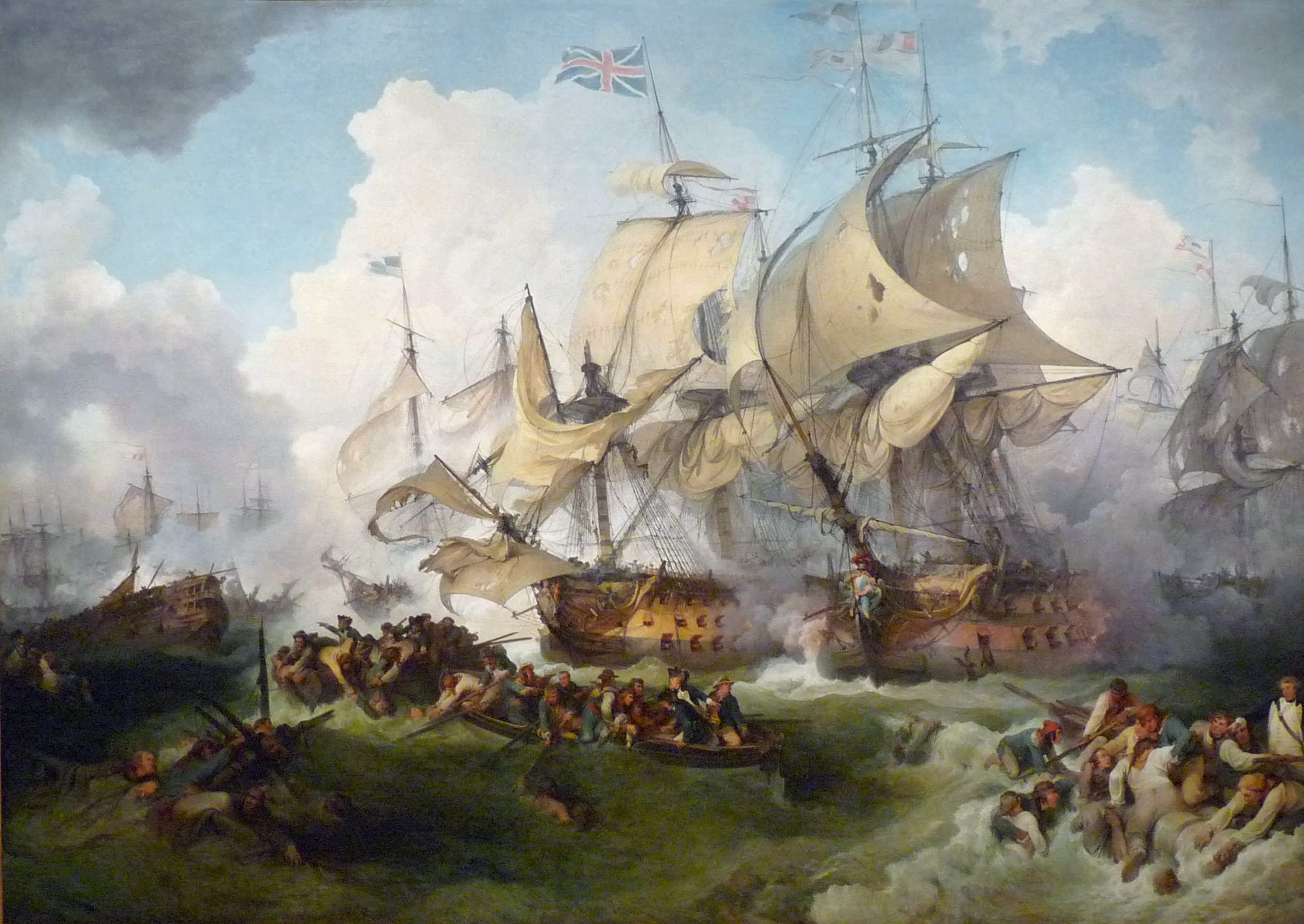
Seeschlacht am Glorreichen 1. Juni

### Seeschlacht am Glorreichen 1. Juni
Nachdem Howe, der mittlerweile 68 Jahre alt war und an Gicht litt, erneut das Kommando über die Kanalflotte erhalten hatte, bekam er den Auftrag, einen französischen Konvoi von über 100 Frachtschiffen, der von 26 Linienschiffen begleitet wurde, abzufangen und zu vernichten. Howe, der ebenfalls 26 Linienschiffe zur Verfügung hatte, gelang ein Durchbruch durch die französische Schlachtreihe. Dabei erlitt der Gegner so starke Verluste, dass er den Kampf abbrechen und sich zurückziehen musste. Howes Flotte konnte sechs feindliche Linienschiffe abdrängen und erobern sowie ein weiteres versenken. Da allerdings auch einige der britischen Schiffe schwere Schäden davongetragen hatten, konnte Howe die Franzosen nicht verfolgen, und der Konvoi konnte entkommen. So konnten die Briten diese Schlacht zwar als taktischen Sieg verbuchen, hatten aber ihr strategisches Ziel nicht erreicht.
Trotzdem wurden Howe und seine Flotte bei ihrer Rückkehr als Helden in Portsmouth empfangen und sogar vom König besucht, der der Flotte und ihrem Kommandeur für ihren Einsatz dankte.

### Meuterei der Kanalflotte
Im Jahr 1797 erhielt Howe, der mittlerweile aus Altersgründen und wegen Erschöpfung von seinem Amt zurückgetreten war, Petitionsschreiben der Seeleute der Kanalflotte, in denen diese sich über ihren niedrigen Sold beschwerten. Er antwortete darauf nicht, sondern leitete die Schreiben an die Admiralität weiter, die sich eine Erhöhung des Soldes allerdings nicht leisten konnte.
Daraufhin kam es im Spithead, einem Ankergrund vor Portsmouth, zu einer Meuterei in der Kanalflotte. Alexander Hood, Viscount Bridport, dem neuen Befehlshaber, gelang es nicht, die Meuterer zu beruhigen. Daraufhin wurde die Besoldung schließlich doch erhöht, allerdings war man der Meinung, dass nur Howe dazu in der Lage sei, dies den aufgebrachten Matrosen glaubwürdig mitzuteilen, und schickte diesen deshalb von Schiff zu Schiff. Es gelang ihm tatsächlich, die Meuterer zu beruhigen, und Howe wurde erneut als Held gefeiert und in den Hosenbandorden aufgenommen. Später wurde ihm allerdings vorgeworfen, wegen seiner Passivität eine Mitschuld an der Meuterei zu haben.

## Tod
Howe starb 1799 und wurde in der Familiengruft in Langar, Verwaltungsbezirk Rushcliffe, beigesetzt. In der St Paul’s Cathedral in London steht ein Denkmal für ihn. In Australien ist die Lord-Howe-Insel, die Henry Lidgbird Ball, ein Leutnant des britischen Seglers HMS Supply, im Februar 1788 entdeckte, nach ihm benannt.

## Familie und Titelerben
Seit 1758 war Howe mit Mary Hartop († 1800) aus Welby in Leicestershire verheiratet. Das Ehepaar hatte drei Töchter:
- Sophia Charlotte Howe, 2. Baroness Howe (1762–1835), ⚭ (1) Hon. Penn Assheton Curzon († 1797), Sohn des Assheton Curzon, 1. Viscount Curzon, ⚭ (2) Sir Jonathan Waller, 1. Baronet (1769–1853);
- Lady Maria Juliana Howe (1765–nach 1808) ⚭ Edward Furse;
- Lady Louisa Catherine Howe (1767–1817) ⚭ John Browne, 1. Marquess of Sligo (1756–1809).

Bei Howes Tod erloschen die Earlswürde und die Viscountswürde aus der Peerage of Great Britain, da sie nur in männlicher Linie erblich waren. Die irische Viscountswürde ging an den Bruder William über, während Howes älteste Tochter Sophia kraft einer Sonderregelung den Baronstitel erbte.